# Lunds Karateklubb
Lunds Karateklubb är en karateklubb i Lund där man utövar stilen shotokan. Klubben bildades 1973 av Sveriges nuvarande (2018) chefsinstruktör, Ted Hedlund, 7:e dan, och är ansluten till JKA Sweden (Japan Karate Association i Sverige).